# Azeo
Azeo est un voilier monocoque destinée à la course au large. Il fait partie de la classe Class40.

## Historique
Mis à l'eau le 31 août 2010, il porte tout d'abord les couleurs de Drekan Energie - Groupe Terrallia et participe la même année à la Route du Rhum.
Le 25 mars 2011, Eric Defert établit le record de l'Atlantique Nord en solitaire dans la catégorie Class 40 en 11 jours, 11 heures, 30 minutes et 58 secondes.
Courant 2011, le monocoque est racheté par Yannick Bestaven qui remporte la même année la Transat Jacques Vabre sous les couleurs d'Aquarelle.com.
Après quelques mois sous les couleurs de Phoenix Europ Express puis de Stop Polio, le monocoque prend en 2013 les couleurs de Watt&Sea - Région Poitou-Charentes avec pour objectif l'édition 2013 de la Transat Jacques Vabre. Lors de celle-ci, le bateau, barré par Yannick Bestaven et Aurélien Ducroz termine à la quatrième place de sa classe.
En 2014, il prend quelques mois les couleurs de Le Conservateur, puis celles de Maison Tirel Guerin, couleurs qu'il portera pour la Route du Rhum. Il est barré sur cette course par Valentin Lemarchand qui termine onzième de la classe en 18 jours, 21 heures, 29 minutes, 48 secondes.
Courant 2015, le bateau est racheté et devient Moustache Solidaire, avec pour objectif une participation à la Transat Jacques Vabre. Le duo de barreurs Thibault Hector et Morgan Launay termine onzième.
Pour la route du Rhum 2018, le bateau est engagé par Maxime Cauwe qui participe pour la première fois à cette course.

## Palmarès (catégorie Class40)
Palmarès :

### 2010-2011:Dreken Energie - Groupe Terrallia
- 2010 :
  - 21e de la Route du Rhum

### 2011-2012:Aquarelle.com
- 2011 :
  - 2e de les Sables - Horta - Les Sables
  - 3e du prologue de la Transat Jacques Vabre
  - 1er de la Transat Jacques Vabre
- 2012 :
  - 4e de la Solidaire du Chocolat

### 2012-2013:Phoenix Europ Express
- 2012 :
  - 3e de la Normandy Channel Race
  - 7e du Mondial des Class 40

### 2013-2014:Watt&Sea - Région Poitou-Charentes
- 2013 :
  - 4e de la Transat Jacques Vabre

### 2014:Le Conservateur
- 2014 : 
  - 9e de la Normandy Channel Race

### 2014:Maison Tirel Guerin
- 2014 :
  - 11e de la Route du Rhum

### 2015 - 2017:Moustache Solidaire
- 2015 :
  - 2e de l'ArMen Race
  - 12e de la Normandy Channel Race
  - 3e de la Cowes - Dinard - Saint Malo Race
  - 3e de la Cherbourg Race
  - 11e de la Transat Jacques Vabre
- 2016 : 
  - 3e de la RORC Caribbean 600
  - 5e de Québec - Saint Malo
  - 12e de la Normandy Channel Race

### Depuis 2017:Azeo
- 2017 :
  - 12e de la Normandy Channel Race
  - 4e de la Cowes - Dinard - Saint Malo Race
  - 17e de la Rolex Fastnet Race